# Pataeta
Pataeta carbo là một loài bướm đêm thuộc họ Noctuidae và là loài duy nhất thuộc chi Pataeta. Nó được tìm thấy ở xung quanh phía tây Thái Bình Dương, bao gồm Úc (ở Lãnh thổ Thủ đô Úc, Lãnh thổ Bắc Úc, Queensland và Victoria) cũng như ở Fiji và Hồng Kông.
Sải cánh dài khoảng 50 mm. Ấu trùng ăn các loài Eucalyptus và Callistemon.